# Yeduguri Sandinti Rajasekhara Reddy
Yeduguri Sandinti Rajasekhara Reddy a été chief minister de l'Andhra Pradesh, un État de l'Inde du Sud, du 14 mai 2004 au 2 septembre 2009. Il périt dans un crash d'hélicoptère. Selon la chaîne de télévision indienne NTV, l'annonce de son décès aurait entraîné le suicide de 122 personnes.